# Каширський міський округ
Міський округ Кашира — муніципальне утворення і адміністративна одиниця на півдні Московської області Росії.
Адміністративний центр — місто Кашира.

## Географія
Площа міського округу становить 646,09 км², межує зі Ступинським, Озерським, Зарайським і  Срібно-Прудським районами Московської області, а також з Тульською областю.
Основна річка — Ока.